# Pojazd gąsienicowy
Pojazd gąsienicowy – urządzenie służące do transportu lądowego, poruszające się na gąsienicach. Pojazdy gąsienicowe są powszechnie stosowane w wojsku (np. czołgi) i jako maszyny do robót ziemnych.
Podstawową przewagą gąsienic jest rozłożenie ciężaru pojazdu na maksymalnie dużą powierzchnię oraz poprawa przyczepności pojazdu. Duże pojazdy o gąsienicowym układzie jezdnym mają nieporównywalnie lepsze właściwości trakcyjne niż ich odpowiednicy kołowi – kilkudziesięciotonowe pojazdy specjalne mogą wywierać mniejszy nacisk punktowy w przeliczeniu na powierzchnię niż stojący człowiek. Służą do poruszania się po terenach:
- bagnistych
- pustynnych
- niedostępnych ze względu na nadmierną pochyłość lub niestabilność podłoża.

Zazwyczaj gąsienice umożliwiają poruszanie się z nieznaczną szybkością rzędu 20-35 km/h, jednak we współczesnych pojazdach możliwe jest osiągnięcie szybkości powyżej 70 km/h.
Gąsienice pojazdów pływających umożliwiają także napęd w wodzie w tym celu gąsienica jest otoczona w górnej części osłoną hydrodynamiczną.

## Galeria

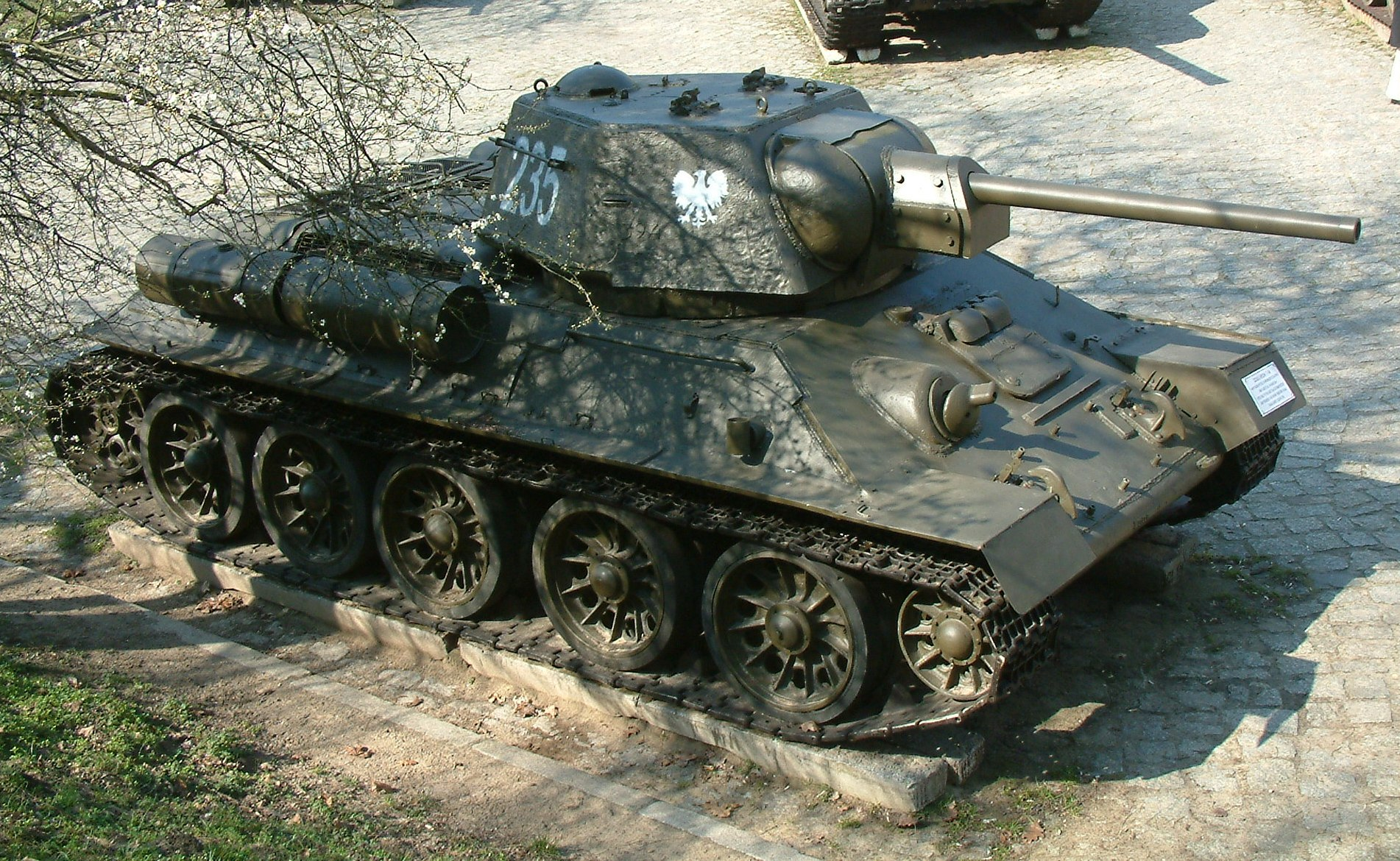
Czołg T-34/76
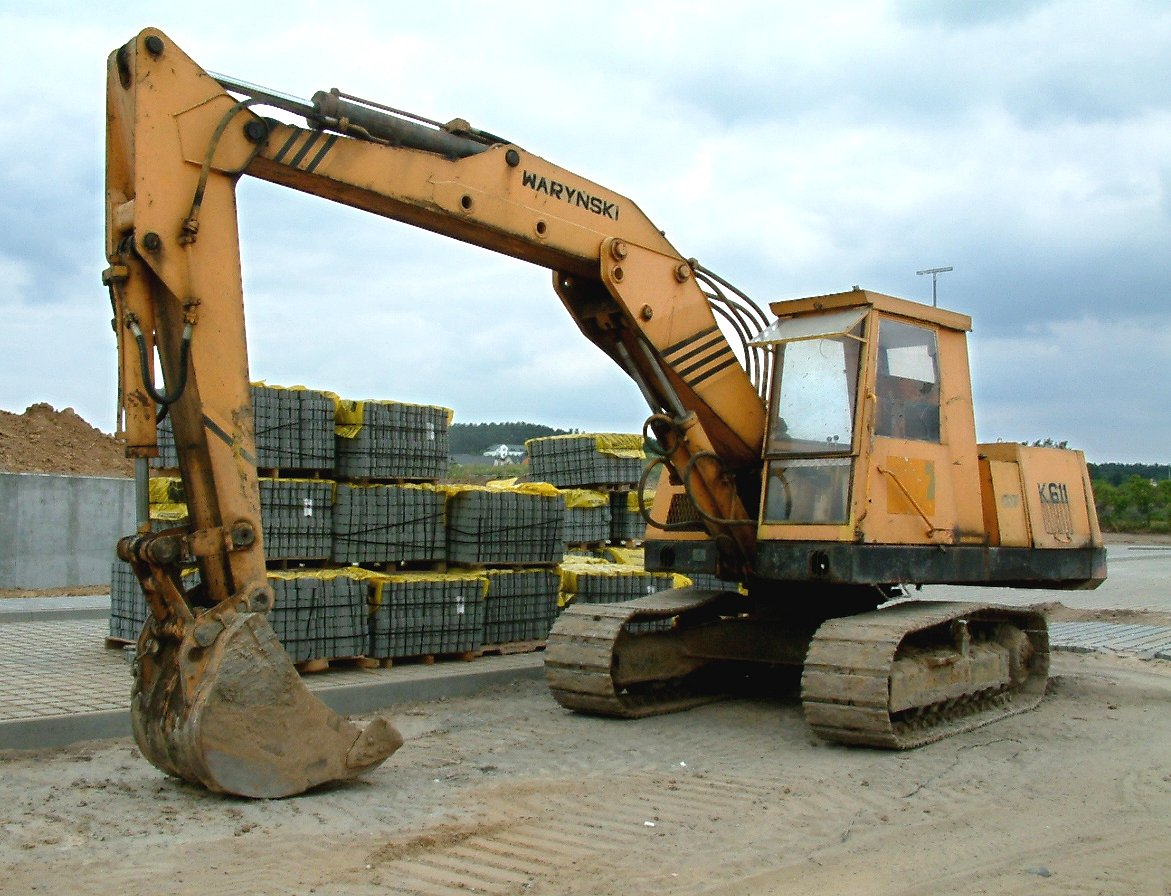
Koparka podsiębierna WARYŃSKI K611 na podwoziu gąsienicowym
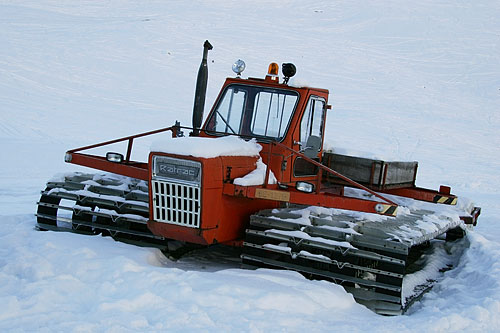
Ratrak
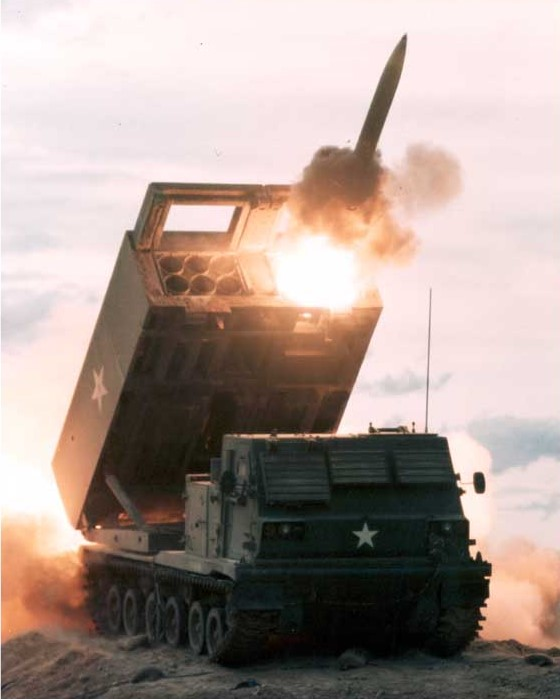
Wyrzutnia rakiet M270 MLRS
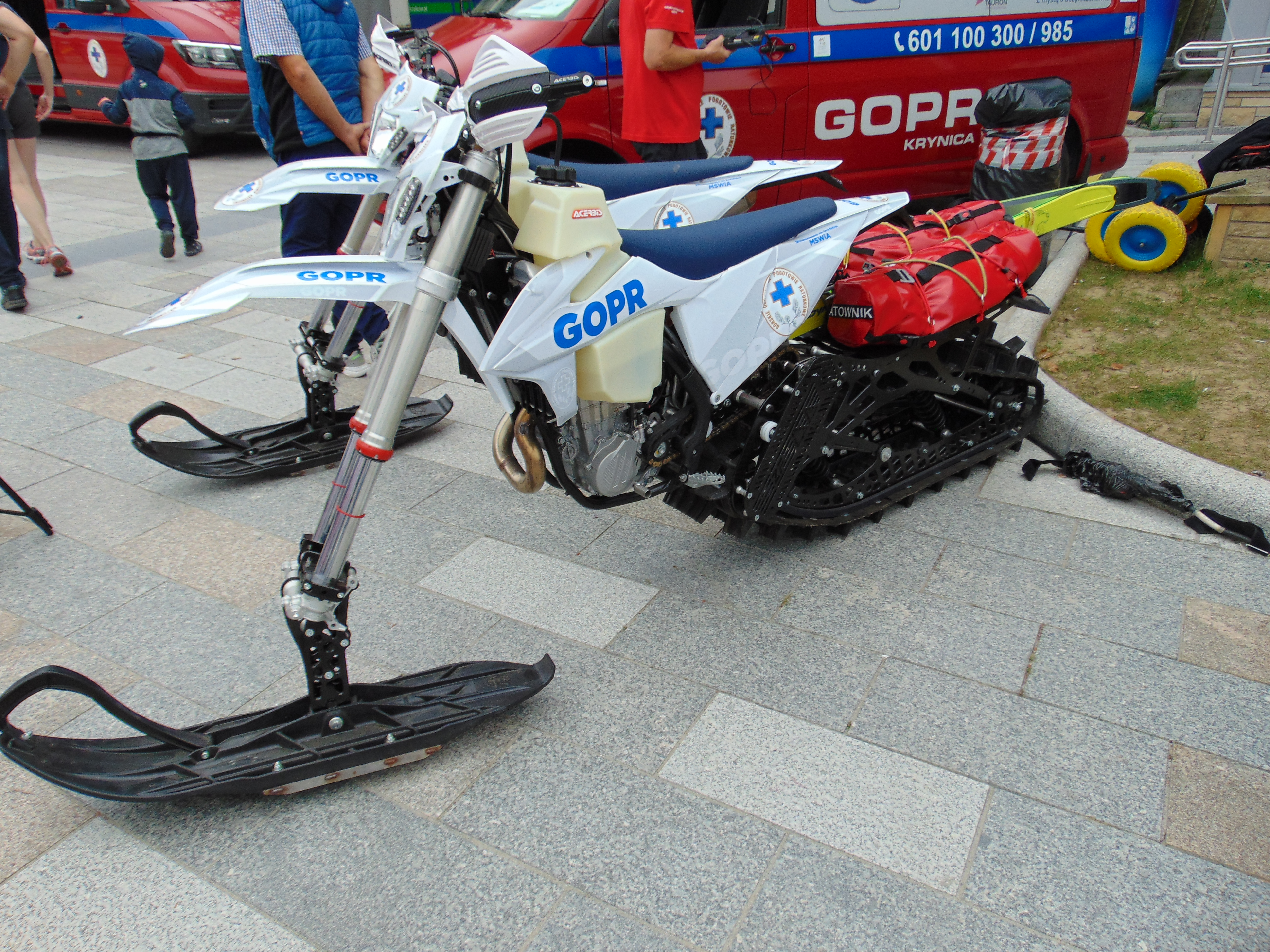
Motocykl śnieżny Górskiego Pogotowia Ratunkowego